# Archie McDiarmid
Archie McDiarmid (eigentlich Archibald McDiarmid; * 8. Dezember 1881 in Balvicar, Argyll and Bute; † 11. August 1957 in Vancouver) war ein kanadischer Hammerwerfer.
Bei den Olympischen Spielen 1920 wurde er Neunter im Hammerwurf und Vierter im Gewichtweitwurf.
1930 wurde er Sechster bei den British Empire Games in Hamilton.
1913 und 1928 wurde er Kanadischer Meister im Hammerwurf, 1913 zudem im Kugelstoßen. Seine persönliche Bestleistung von 48,07 m stellte er am 23. Juni 1926 in Vancouver auf.